# Hexarthra intermedia
Hexarthra intermedia är en hjuldjursart som först beskrevs av Wiszniewski 1929.  Hexarthra intermedia ingår i släktet Hexarthra och familjen Hexarthridae.

## Underarter
Arten delas in i följande underarter:
- H. i. brasiliensis
- H. i. intermedia